# 孙似楼
孙似楼（1882年—1970年），原名忠亮，字似楼，号潜佛，以字行，山东郯城人。中国近代教育家，书法家，社会工作者。中央文史研究馆馆员。

## 生平
1882年2月6日生。江苏高等学堂修业，山东法政学堂毕业。1909年己酉科拔贡。1912年民国成立后，入选山东第一届省议会议员。1914年至1927年在山东省公署等地等职。1928年济南事件后避居北平，在赈委会等机关专办地方救济事业。曾在宣武门外老墙根粥厂内，收教贫民失学子女，不取学费。嗣因人数太多，另租房屋，成立博爱贫民小学，分班授课。被推为校长及校董事会董事长，至1950年辞任。
1952年8月被聘任为中央文史研究馆馆员。1970年8月2日病故，终年89岁。

## 著作
著有《观城县志》、《禹城县志》（1937年）、《郯城乡贤录》等。